# آراکل (داغستان)
آراکل (به لاتین: Arakul) یک منطقهٔ مسکونی در روسیه است که در داغستان واقع شده‌است.